# Андроник V Палеолог
Андроник V Палеолог (ср.-греч. Ἀνδρόνικος Ε' Παλαιολόγος; 1400—1407) — император-соправитель Византийской империи со своим отцом Иоанном VII Палеологом, который в свою очередь также являлся номинальным соправителем Мануила II.
Андроник V Палеолог был единственным известным сыном Иоанна VII Палеолога и Ирины Гаттилузио, дочери архонта острова Лесбос Франческо Гаттилузио.
Во время пребывания отца в Фессалониках в 1403/1404 был провозглашён Андроником V Палеологом соправителем. Андроник умирает быстрее своего отца в 1407 году в возрасте 7 лет.
Его императорский статус, как и его отца, был чисто почётного характера.